# Мижновићи
Мижновићи су насељено мјесто у општини Вареш, Босна и Херцеговина.

## Становништво
|             | 2013.       | 1991.         |
| Укупно      | 99 (100,0%) | 235 (100,0%)  |
| Бошњаци     | 97 (97,98%) | 230 (97,87%)1 |
| Босанци     | 2 (2,020%)  | –             |
| Хрвати      | –           | 5 (2,128%)    |
| Срби        | –           | 0 (0,000%)    |
| Југословени | –           | 0 (0,000%)    |

1. 1 На пописима од 1971. до 1991. Бошњаци су пописивани углавном као Муслимани.